# Lamahoda
Lamahoda is een bestuurslaag in het regentschap Flores Timur van de provincie Oost-Nusa Tenggara, Indonesië. Lamahoda telt 988 inwoners (volkstelling 2010).